# میکیو تسودا
میکیو تسودا (つだみきよ، تسودا میکیو)، متولد ۱۰ ژانویه، یک مانگاکا و تصویرگر ژاپنی از استان فوکویی است که از سال ۱۹۹۸ به نوشتن مانگا مشغول است. نام میکیو تسودا یکی از دو نام قلمی است که او هنگام خلق مانگا از آن استفاده می‌کند. نام دیگر او تایشی زائو (藍子夔ōshi تایشی زائو) است.
تحت نام تایشی زائو، او مانگاهایی با موضوع عاشقانه پسران (یاوئی) و عاشقانه دختران (یوری) می‌نویسد، در حالی که با نام میکیو تسودا بر روی مانگاهای کمدی-شوجو تمرکز دارد. دلیل او برای استفاده از دو نام، در ابتدا پنهان نگه داشتن فعالیت‌هایش در زمینه مانگاهای همجنس‌گرایانه از خانواده‌اش بود، اما در نهایت آن‌ها متوجه این موضوع شدند.
بسیاری از مانگاکاها برای نمایش خود در بخش‌هایی از مانگا که جزئی از داستان نیست، مانند بخش یادداشت نویسنده، یک شخصیت هنری خلق می‌کنند. شخصیت میکیو تسودا به شکل یک خرس عروسکی است که یک پاپیون قرمز با زنگوله‌ای در وسط آن به گردن دارد.
یکی از دوستان نزدیک او، که خود نیز یک مانگاکا است، ایکی ایکی می‌باشد. آن‌ها اغلب با یکدیگر مانگا می‌نویسند، آثار هنری خود را به نمایش می‌گذارند و در جلسات امضای کتاب همکاری دارند. ایکی ایکی گاهی به‌عنوان مدیر تایشی زائو نیز شناخته می‌شود.

## آثار

### به نام میکیو تسودا نوشته شدند
- روز انقلاب (۱۳۷۸)
- مجتمع خانواده (۲۰۰۰)
- پرنسس پرنسس (۲۰۰۲)
- پرنسس (۲۰۰۶)
- آتسوماره! گاکوئن تنگوکو (۲۰۰۸)

### به نام تایشی زائو نوشته شدند
- دست‌های الکتریکی (۱۹۹۸)
- کوی وا اینا مونو میونا مونو (۲۰۰۲)
- بوکوتاچی و آسو نی موکاته ایکیرو نو دا (۲۰۰۵)
- Aruji no Ōse no Mama ni (2005)
- نبرد برادران
- او - در هارو ناتسو آکی فویو گنجانده شده است

#### با همکاری ایکی ایکی
- رنگ (۱۹۹۹)
- هارو ناتسو آکی فویو (۲۰۰۷) - مجموعه ای از داستان‌هایی که در سریال یوری هیمه پخش شد، مانند She-Wolf و First Kiss.
- Love DNA Double X (2009)
- صحنه عشق!! (۲۰۱۰)
- پشت صحنه!! (۲۰۱۰)